# T·柯林·坎貝爾
T·柯林·坎貝爾（1934年1月1日—）是美國生化學家,專精於營養對於健康的長期影響。他是康乃爾大學雅各布·古爾德·舒爾曼講座榮譽退休的生化營養學教授.
坎貝爾以推廣低脂肪、全榖食及全蔬食向的飲食而聞品。他共發表了超過300篇的研究論文且出版了三本著作: 救命飲食:中國健康調查報告 (2005年,和他兒子 湯馬斯·M·坎貝爾二世共同出版, 是美國營養學的最佳暢鋿書之一), 全榖食 (2013年) and 低碳飲食的錯誤 (2014年). 坎貝爾也在2011年的美國記錄影集餐叉勝過手術刀中現身說法。 
T·柯林·坎貝爾是最頂尖的研究飲食和疾病的中國-康奈爾-牛津計劃專家團隊一員。這專家團隊是康乃爾大學、牛津大學、中國預防醫學科學院（現為中國疾病預防控制中心）於1983年成立，花了40餘年的時間研究調查出來的成果，其研究範圍甚至橫跨美、歐和亞洲。 紐約時報稱其其研究為 "流行病學的最高榮譽".
《救命飲食:中國健康調查報告》主要是調查動物製品(含奶製品)的攝取與心臟病、糖尿病、乳癌、前列腺癌、大腸癌等慢性疾病的關係。
作者提出食用完全食物以及持純植物性飲食的人--意即採取不吃任何動物性製品，如牛、豬、雞、魚、蛋、奶、起司等，並且減少食用加工食品和精緻碳水化合物這樣的生活，可以避免、減少或反轉許多疾病的生成或惡化。作者論點：食用任何含有膽固醇10毫克以上的食物是不健康且會造成很多疾病的。

## 早期生活及教育
T·柯林·坎貝爾於農埸生長. 他曾就讀賓州州立大學獸醫預科,並於1956年獲得學士學位. 之後在喬治亞大學獸醫學院就讀一年,. 之後他於康乃爾大學營養及生化學1958年完成碩士學位,1961年完成哲學博士學位。

## 職業
T·柯林·坎貝爾先以副研究員身份加入麻省理工學院的研究團隊, 之後轉至維吉尼亞理工學院的生化營養系。十年後(1975)再轉換跑道至康乃爾大學的營養科學系. 他也擔任美國癌症研究所的資深顧問,及身為責任醫藥委員會的顧問群成員 。他特別以地在救命飲食中的研究結果聞名於世。其發現動物性蛋白的攝取和癌症及心臟疾病的生成有關.
《救命飲食:中國健康調查報告》內容主要是在調查動物製品(包含奶製品)的攝取與冠狀動脈心臟病、糖尿病、乳癌、前列腺癌、大腸癌等慢性疾病的關係。作者綜合調查結果提出，選擇食用全價值營養食物以及持純植物性飲食的人，意即採取不吃任何動物性製品，如牛、豬、雞、魚、蛋、奶、起司等，並且減少食用加工食品和精緻碳水化合物這樣的生活，可以避免、減少或反轉許多疾病的生成或惡化。書裡提到一個論點：食用任何含有膽固醇0毫克以上的食物是不健康的。美國CNN首席醫療記者桑賈伊·古普塔在2011年他主持的CNN特別節目紀錄片《不再有心臟病突發》（页面存档备份，存于）裡提到， 
他主張酪蛋白(哺乳動物中的乳汁中的主要蛋白質成份)正是我們飲食中最可怕的致癌物.".  換句話說這種動物性蛋白質可以"開啓"細胞內的致癌步驟 且植物性食物(包含植物性蛋白)可以"關閉"細胞內的致癌機制。
T·柯林·坎貝爾從1990年開始就幾乎以純素的方式為其飲食方針 。但他不以純素主義者自居, 因為純素主義者還有其它生活方面的嚴格要求。 他吿訴紐約時報說:「我還強調的重點是營養要從全植物飲食中獲得,而很多純素主義者並沒有如此做」。
他從1978年就成為美國國家科家院的委員，並專精在食物的安全。同時也獲得中國預防醫學科學院的榮譽教授榮譽。
他也專精於出版書籍及記錄影集，除了《救命飲食:中國健康調查報告》外也出版了餐叉勝過手術刀 (Forks Over Knives), 全植物飲食 (Planeat), 全植物治療(Vegucated)及 全植物營養(PlantPure Nation)。T·柯林·坎貝爾也在原始食物雜誌中擔任顧問, 並常常有全植物飲食相闕的文章刋登其中。《救命飲食》改變了所有世人吃的習慣。 美國前總統比爾‧柯林頓在經歷一次心臟病突發之後改變了他的飲食成為維根純素者， 也成為該紀錄片的受訪者以及該本書的擁護者。

## 出版品
- 中國的飲食, 生活型態及死亡率 (1991)
- 救命飲食:中國健康調查報告 (2005)
- 全榖食: 重新思考營養的科學 (2013)
- Campbell, T. Colin, and Caldwell Esselstyn, Jr, MD. "Forks Over Knives: How a Plant-Based Diet Can Save America（页面存档备份，存于）". Huffington Post, May 13, 2011.
- Campbell, T. Colin. "Nutrition: The Future of Medicine"（页面存档备份，存于）, The Huffington Post, October 25, 2010.
- Campbell, T. Colin. "Low Fat Diets Are Grossly Misrepresented（页面存档备份，存于）". Huffington Post, September 28, 2010.
- Campbell, T. Colin, PhD, with Jacobson, Howard, PhD. (2014) The Low-Carb Fraud. BenBella Books. ISBN 978-1-940363-09-7

Campbell's h-index according to Web of Science using core collection author search for "Campbell TC*" and "Cornell University" as of February 2017 is 28 with total citation count without self-citations being 2504.

## 外部連結
- T. Colin Campbell Center for Nutrition Studies（页面存档备份，存于）
- T. Colin Campbell interviewed on Conversations from Penn State（页面存档备份，存于）

Template:Veganism